# Bricklin EVX/LS
Bricklin EVX/LS – prototypowy samochód hybrydowy ładowany z sieci energetycznej opracowany przez Malcolma Bricklina i jego spółkę Visionary Vehicles. Jest to 4-drzwiowy sedan mogący przewozić maksymalnie 5 pasażerów. Samochód rozpędza się od 0 do 100 km/h w ciągu 5,9 s a jego maksymalny zasięg wynosi 850 mil przy pełnym baku oraz w pełni naładowanej litowo-jonowej baterii. W momencie wprowadzenia na rynek pojazd ma kosztować w granicach 35 000 $.